# Łuskaczowate
Łuskaczowate (Notacanthidae) – rodzina ryb promieniopłetwych z rzędu łuskaczokształtnych (Notacanthiformes).

## Występowanie
Głębokie wody morskie (od 125 do 3500 m) niemal całego świata.

## Cechy charakterystyczne
Ciało długie, węgorzowate, bocznie ścieśnione, pokryte małymi, kolistymi łuskami. Trzon ogonowy ostro zakończony. Otwór gębowy w położeniu dolnym. Długa płetwa odbytowa, płetwa grzbietowa złożona z szeregu pojedynczych, niepołączonych ze sobą kolców.

## Klasyfikacja
Do rodziny należą następujące występujące współcześnie rodzaje:
- Lipogenys Goode & Bean, 1895 – jedynym przedstawicielem jest Lipogenys gillii Goode & Bean, 1895
- Notacanthus Bloch, 1788
- Polyacanthonotus Bleeker, 1874
- Tilurus Kölliker, 1853 – jedynym przedstawicielem jest Tilurus gegenbauri Kölliker, 1853

Opisano również rodzaj wymarły:
- Pronotacanthus Woodward, 1900